# Tarsicius Jan van Bavel
Tarsicius Jan van Bavel OSA (* 7. Juni 1923 in Tilburg; † 28. Juli 2007 in Löwen) war ein niederländischer römisch-katholischer Theologe.

## Leben
Er trat am 9. September 1941 in den Augustinerorden ein und legte am 6. Oktober 1945 seinen feierlichen Profess in Gent ab und wurde am 4. April 1948 zum Priester geweiht. Unter der Leitung von Othmar Perler promovierte er 1954 in Theologie an der Universität Fribourg mit einer Dissertation mit dem Titel Recherches sur la christologie de Saint Augustin. LP humain et le divin dans le Christ apres Saint Augustin. Er war Professor für Christologie und Patrologie an der KU Leuven und Direktor des Augustinisch Historischen Instituts in Heverlee.

## Schriften (Auswahl)
- Augustinus von Hippo: Regel für die Gemeinschaft. Würzburg 2000, ISBN 3-7613-0161-8.
- Charisma: Gemeinschaft. Gemeinschaft als Ort für den Herrn. Würzburg 2000, ISBN 3-7613-0198-7.
- Die Sehnsucht betet immer. Augustins Lehre über das Gebet. Würzburg 2008, ISBN 978-3-429-03007-0.
- Von Liebe und Freundschaft. Augustinus über das christliche Leben. Würzburg 2009, ISBN 978-3-429-04173-1.

## Weblink
- Bibliographia Academica II

| Personendaten    | Personendaten                                  |
| ---------------- | ---------------------------------------------- |
| NAME             | Bavel, Tarsicius Jan van                       |
| ALTERNATIVNAMEN  | Bavel, Tarsicius J. van                        |
| KURZBESCHREIBUNG | niederländischer römisch-katholischer Theologe |
| GEBURTSDATUM     | 7. Juni 1923                                   |
| GEBURTSORT       | Tilburg                                        |
| STERBEDATUM      | 28. Juli 2007                                  |
| STERBEORT        | Löwen                                          |